# Fridingen an der Donau
Fridingen an der Donau este un oraș din landul Baden-Württemberg, Germania.
1. ↑   http://www.statistik.baden-wuerttemberg.de/BevoelkGebiet/Bevoelkerung/01515020.tab?R=GS327016 Lipsește sau este vid: |title= (ajutor)